# حصب الجعدي (المضاربة والعارة)

تعديل مصدري - تعديل

حصـب الجعدي هي إحدى قرى عزلة المضاربة بمديرية المضاربة والعارة التابعة لمحافظة لحج، بلغ تعداد سكانها 75 نسمة حسب تعداد اليمن لعام 2004.